# Nättryffel
Nättryffel (Gautieria retirugosa) är en svampart som tillhör divisionen basidiesvampar, och som beskrevs av Theodor 'Thore' Magnus Fries. Nättryffel ingår i släktet Gautieria, och familjen Ramariaceae. Arten är reproducerande i Sverige.